# 坂口弘
坂口 弘（さかぐち ひろし、1946年11月12日 - ）は、日本の新左翼活動家、元連合赤軍中央委員会書記長（連合赤軍のナンバー3）、歌人、テロリスト。確定死刑囚。

## 経歴

### 学生運動
千葉県富津市出身。中学1年の時に父親を病気で亡くす。子供の頃は日本共産党の動向に関心を持ち、60年安保においては民主社会党を支持していた。
千葉県立木更津高等学校卒業後、1965年4月に東京水産大学水産学部増殖学科（現東京海洋大学海洋科学部）に入学、水泳部に所属する。同部に所属していた川島豪に近づくためだった。当時4年生で自治会で後援会費闘争を行っていた川島を慕うようになる。その後、日韓条約反対闘争に参加し初めての集会とデモを経験。更にこの年の夏に課外実習で水産労働者の劣悪な労働状態に接し、労働運動に人生を捧げようと決意する。1966年4月、同年水産大学を卒業した川島が元社学同ML派幹部のM・Kと共に労働運動を重視した「警鐘」グループを結成すると、大学を中退し「警鐘」に加わることを望むが、川島の指示で大学に残り自治会活動を続けることになる（「警鐘」は学生をやめ労働者になることを加盟の条件にしていた）。しかし、一刻も早く労働運動に加わりたいとの思いから坂口の大学での活動は滞りがちになり、後に川島の後輩であることから自治会の委員長に就任するもほとんど活動を行わず、結局1967年6月に大学を中退する。

### 左翼運動に参加
大学中退後、大田区の印刷工場に就職し、「警鐘」に加盟すると共に労働運動に従事する。この時代に川島豪によって、「警鐘」メンバーの永田洋子と一度「お見合い」をさせられたが、双方とも即座に断った。1968年3月、「警鐘」が日本共産党を除名された親中国派の結成した日本共産党左派神奈川県委員会（神奈川左派）に合流すると、坂口も神奈川左派の党員となり（但し、川島に自治会委員長時代に自治会活動をほとんどしていなかったことを咎められ、党員に承認されるのが他の「警鐘」メンバーよりも遅れた）、1969年4月に川島、M・Kらによって日本共産党（革命左派）神奈川県委員会（京浜安保共闘）が立ち上げられるとこれに加わる。同年9月の愛知揆一外務大臣のソ連、アメリカ訪問阻止の羽田空港突入闘争に隊長として参加、海を泳ぎ滑走路に入り火炎瓶を投げ逮捕されるも保釈で出獄。求刑で懲役7年が出たことに動揺し、京浜安保共闘にも加わっていた永田洋子だったら7年待ってくれるとの想いで永田に求婚して事実婚となる。

### 革命活動
その後上赤塚交番襲撃事件の立案、真岡銃砲店襲撃事件を機に地下に潜伏。革左人民革命軍と赤軍派中央軍を合体した統合司令部を設置し、統一赤軍を結成。印旛沼事件で元同志2人を殺害。統一赤軍から名称変更した連合赤軍に参加し、森恒夫や永田に次ぐナンバー3となる。12人の同志を殺害した山岳ベース事件に関与。事件中、総括を求められたメンバーへの総括援助として、上赤塚交番襲撃事件において同志一人を射殺した警官の役になり、彼と殴り合いをした（そのメンバーはその後縛り上げられ、山岳ベース事件最初の死亡者となる）。山岳ベース事件においては死者続出の総括に疑問を持ち、そのことを永田に告げたり、総括を続ける森の殺害を思い立ったりもした。このため、他のメンバーであれば自身が総括にかけられても当然の状況であったという。にもかかわらず坂口が総括にかけられなかったのは、森が坂口（と永田）を革命左派幹部として特別視していたからだとされる。
森と永田の下山中には留守役を任されていた。この間に坂口は山田孝を総括にかけた。しかし、この総括はそれまでの暴力的なものとは異なり、簡単な言葉のやりとりのみだった。坂口が「警察が来たらどうするか？」と問いかけたのに対しそのメンバーが「銃を持って戦う」と宣言したため総括できたと判断、束縛を解くなどこのメンバーを助けようとした。しかしその後、坂東國男が再びこのメンバーを縛り、その後は坂東が監視していたため助けることができず、妙義山ベースで衰弱死した。やがて3人もの脱走者が出たため密告を恐れてベースを移動する。
1972年2月（山岳ベースで最後の死者が出た直後）、山岳ベースから接触のため永田と森の東京の潜伏先に赴いた折、永田から「森と夫婦になることにした」と離婚を告げられた。森は逮捕される直前、坂口を「緊縛されたメンバーの縄を勝手に解いた」「（そのメンバーが死んだ際）その死を悲しそうに伝えた」として問題視しており、山岳ベース事件では森と永田が逮捕されずにメンバーと合流していれば、ナンバー3であった坂口弘が次の総括対象者だった（森と永田の結婚も、ナンバー2である永田が総括対象者と結婚しているのはおかしいという理論に基づいていた）。
移動の途中で仲間の逮捕者を出す一方、下山して逮捕された森と永田を欠いた中で仲間4人とともに2月19日あさま山荘に真っ先に侵入し、管理人の妻を人質に取るあさま山荘事件を起こす。坂口はあさま山荘事件では総大将格となり、2月22日に警察の包囲を突破して山荘に侵入しようとした民間人に発砲（民間人は3月1日死亡）、2月28日に36歳の報道関係者に発砲して重傷を負わせ、山荘の厨房で鉄パイプ爆弾を爆発させ、5人の機動隊員に重傷を負わせるが、夜には逮捕された。
この間、坂口の母親が現場に駆けつけ、「（人質の）○○さんの奥さん、申し訳ありません。奥さんを返してください。代わりが欲しいのなら私がいきますから」「十時に電話するから奥さんの声だけでも聞かせておくれ。奥さんをベランダに出して家族の皆さんに姿を見せてあげておくれ」とマイクで切々と訴えかけた。坂口は無反応であったが、呼びかけを聞いていた警察広報班の機動隊員はもらい泣きで記録ができなくなったという。なお、この母親は坂口の死刑確定後も面会の為に時間をかけて拘置所へ毎月通い、被害者や遺族に謝罪して回りながら息子の助命運動を続けていたが、2008年に他界している。

### 逮捕
逮捕後は武装革命の必要性を疑問視し始め、特に「同志殺し」については反省を見せるなど勾留中の態度は優良だった。殺人16件、傷害致死1件、殺人未遂17件で起訴される。
1975年の日本赤軍によるクアラルンプール事件の際には釈放リストに名前が挙がったが、死刑を免れる可能性があったのにもかかわらず釈放を拒否した（同じ連合赤軍幹部として連合赤軍事件に関与した坂東國男は日本赤軍への参加に同意し、釈放・出国している）。「私の闘争の場は法廷」「もはや暴力革命を志す時期ではない。」と主張した。この時の様子について、坂口の弁護をしていた元九州大学法学部長の井上正治は次のように述べた。
「坂口は強い口調で彼らのゲリラ戦は誤っていると批判していた。『日本赤軍と赤軍の名を冠する以上、連合赤軍が犯した総括や処刑の誤りに目をつぶることは許されない。アラブの地にあって日本赤軍などと称することは思想の貧困である。アラブと連携するのならばパレスチナ人とともにパレスチナのために闘うべきだ』と言っていた。『自分は連合赤軍の裁判を、革命を闘った人間の裁判としてとらえている。革命裁判を闘う者が国外に脱出したりしたらどういうことになるか』と言うんですね」
犯人グループは坂口の出国拒否声明に関しては検察の圧力を疑っており、坂口と電話での直接の言質を求めた。しかし、後に裁判ではこの行動が情状として認められなかった云々を著書に書いている。

### 死刑判決
第一審・東京地方裁判所（中野武男裁判長）で1982年6月18日に死刑判決を受け、東京高等裁判所に控訴するも1986年9月26日に同高裁（山本茂裁判長）で控訴棄却（死刑判決支持）の判決を受けた。1993年2月19日、最高裁判所（坂上寿夫裁判長）で上告棄却の判決を受けた。その後判決訂正の申し立てをするが、3月9日に棄却決定がなされたことで死刑が確定した。最高裁判決はあさま山荘事件発生日からちょうど21年であった。17人殺人（司法の認定としては16人殺人と1人傷害致死）は死刑囚としては当時の戦後最悪の数字であり、オウム真理教事件で27人殺人（司法認定は26人殺人と1人逮捕監禁致死）を犯した麻原彰晃の死刑判決が2006年9月に確定するまで破られなかった。
2016年現在、坂口は死刑囚として東京拘置所に収監されている。坂口の死刑が執行されていないのは、共犯者である坂東國男が国外逃亡して裁判が終了していないためとされている。
1990年代に、獄中で短歌を作って朝日新聞の「朝日歌壇」に投稿した時期もあり、その作品の一部が『坂口弘　歌稿』（朝日新聞社）にまとめられている。また、一連の連合赤軍事件の記録を当事者として後世に残すため、『あさま山荘1972』＜上・下・続＞（彩流社）を著した（下巻についてはいったん完成し、確定判決の直前に出版社宛てに郵送した原稿が郵便事故で行方不明となり、再度書き直している）。
1995年にオウム真理教事件が発生すると、連合赤軍事件との類似点が指摘された。麻原彰晃の初公判に際し、1996年4月24日の朝日新聞夕刊で地下鉄サリン事件の実行犯として指名手配されて当時逃亡中だった林泰男（1996年12月逮捕）らにあてた手記が掲載された。
再審請求していたが、2006年11月28日に東京地方裁判所が棄却する決定をした。弁護人は即時抗告したが、2012年3月5日、東京高等裁判所は再審請求を棄却した。3月8日、弁護人はさらに最高裁判所へ特別抗告したが、2013年6月24日に棄却された。

### 拘置所生活
坂口の2つ隣の独房にいたある死刑囚が食事の残りを窓においてハトに餌をやって飼いならしていたところ、そのハトが坂口の窓に糞をするようになってしまった。これを坂口は刑務官にいいつけて、その死刑囚が懲罰房に行くことになり「すっきりした」と歌うような調子で言った。
飲尿療法をしており、髪の毛にも尿を塗りたくっているため、強烈なアンモニア臭を漂わせている。坂口に対する理髪の道具はヌルヌルになってしまうため、坂口専用の道具が準備され、理髪後は入念に道具を洗浄することになっている。

## 他者の著作に対する抗議・訴訟
坂口は、『あさま山荘1972』等の著作を発表する一方、同事件に対する他者の著作については、当事者として盗用への抗議や内容に対する訴訟をおこなっている。
- 立松和平「光の雨」（『すばる』発表版）に対する抗議

立松和平が文芸誌『すばる』で連合赤軍事件を題材として連載を開始した「光の雨」について、自作『あさま山荘1972』に内容が酷似している箇所があると抗議した。立松は、この抗議を認めて謝罪し、「光の雨」の連載は中止された。「光の雨」は、後に構想を改めて発表される。
- 佐々淳行『連合赤軍「あさま山荘」事件』に対する訴訟

佐々淳行の著作『連合赤軍「あさま山荘」事件』において、自作の短歌を無断で改変（読点を追加）して引用されたことと、記述内容において名誉を毀損する表現（当時の他の爆弾闘争に関与したかに見える点、逮捕時に臆病者であるような描写のある点）があったとして、佐々と出版元の文藝春秋を相手に提訴した。1審の東京地裁は1997年10月31日の判決で、短歌の改変による著作者人格権侵害と、名誉毀損のうち爆弾闘争との関与に関する部分を認めた（平成8年(ﾜ)第24327号）。1998年5月28日、東京高裁の控訴審でも同じ判断が示され、坂口の勝訴が確定した（平成9年(ﾈ)第5055号／平成9年(ﾈ)第5251号）。

## 身体的特徴
身長180センチ程度。心臓に持病がある。

## 坂口弘を演じた人物
映画『光の雨』においては彼をモデルにした幹部「玉井潔」を池内万作が演じている（厳密には劇中劇の役）。一方、関係者の大半を実名で描いた映画『実録・連合赤軍 あさま山荘への道程』ではARATAが坂口の役を演じた。
山本直樹の漫画『レッド』(2006-2018年)に登場する谷川博は、坂口弘がモデル。

## 著書
- 『坂口弘歌稿』朝日新聞社、1993年
- 『あさま山荘1972 上』彩流社、1993年
- 『あさま山荘1972 下』彩流社、1993年
- 『あさま山荘1972 続』彩流社、1995年
- 『続 あさま山荘1972』彩流社 1995年
- 歌集『常しへの道』角川書店、2007年